# Bảng tra cứu dãy số nguyên trực tuyến
Bảng tra cứu dãy số nguyên trực tuyến (The On-Line Encyclopedia of Integer Sequences), hay đơn giản là Sloane's, là cơ sở dữ liệu chuỗi số nguyên trực tuyến. Bảng được tạo ra và bảo quản bởi Neil Sloane từ khi còn là nhà nghiên cứu tại phòng thí nghiệm AT&T. Dự định nghỉ hưu khỏi phòng thí nghiệm AT&T năm 2012 và nhu cầu một tổ chức độc lập, ông Sloane đồng ý chuyển giao quyền sở hữu trí tuệ và quyền lưu trữ OEIS cho Tổ chức OEIS vào tháng 10 năm 2009. Ông Sloane tiếp tục tham gia trong OEIS với vai trò là chủ tịch của Tổ chức OEIS.
OEIS lưu trữ thông tin về dãy số nguyên được quan tâm bởi các nhà toán học chuyên nghiệp và nghiệp dư, và nó được trích dẫn một cách rộng rãi. Tính đến  ngày 6 tháng 2 năm 2018, OEIS chứa gần 300.000 dãy số, khiến nó trở thành cơ sở dữ liệu lớn nhất về dãy số nguyên.
Mỗi mục lưu trữ chứa thuật ngữ chính của dãy số, các từ khóa, động lực toán học, các liên kết văn học, và nhiều hơn nữa bao gồm cả lựa chọn tạo biểu đồ hoặc phát nhạc đại diện của dãy. Cơ sở dữ liệu được tìm kiếm thông qua từ khóa và các dãy con.

## Lịch sử
Neil Sloane bắt đầu thu thập các dãy số nguyên khi còn là nghiên cứu sinh trong năm 1965 để hỗ trợ nghiên cứu của mình trong Toán học tổ hợp. Lúc đầu dữ liệu được lưu trữ trong thẻ bấm lỗ. Ông đã xuất bản dãy tuyển chọn từ cơ sở dữ liệu thành sách hai lần:
1. A Handbook of Integer Sequences (1973, ISBN 0-12-648550-X), gồm 2.372 dãy số theo thứ tự từ điển và gán các số từ 1 đến 2372.
2. The Encyclopedia of Integer Sequences with Simon Plouffe (1995, ISBN 0-12-558630-2), gồm 5.488 dãy số và gán các số M từ M0000 đến M5487. Cuốn sách bao gồm các tham chiếu đến các chuỗi tương ứng (mà có thể khác với thuật ngữ ban đầu của chúng) trong cuốn A Handbook of Integer Sequences với các số N từ N0001 đến N2372 (thay vì từ 1 đến 2372). Cuốn bao gồm các số A được sử dụng trong OEIS, trong khi cuốn Handbook không có.

Các cuốn này đã được đón nhận nồng nhiệt và đặc biệt là sau lần xuất bản thứ hai, các nhà toán học đã cung cấp cho Sloane một thứ tự mới cho chuỗi. Bộ sưu tập này trở nên khó kiểm soát trong dạng sách và khi dũ liệu có gần 16.000 mục Sloane quyết định chuyển nó thành dạng trực tuyến như dịch vụ e-mail (Tháng 8, 1994) và ngay sau đó là trang web (1996). Là sản phẩm phụ từ công việc cơ sở dữ liệu, Sloane thành lập Tạp chí dãy số nguyên (tiếng Anh: Journal of Integer Sequences) trong năm 1998.
Dữ liệu tiếp tục phát triển với tốc độ khoảng 10.000 mục một năm.
Sloane đã quản lý các dãy số 'của ông' theo tư cách cá nhân gần 40 năm, nhưng sang năm 2002, một ban biên tập viên và tình nguyện viên đã giúp đỡ bảo quản dữ liệu.
Năm 2004, Sloane tổ chức chúc mừng việc bổ sung dãy số thứ 100.000 lên cơ sở dữ liệu, A100000, dãy số tính các dấu hiệu trên xương Ishango. Năm 2006, giao diện người dùng đã được đại tu và nhiều tính năng tìm kiếm nâng cao đã được thêm vào. Năm 2010 trang OEIS wiki tại OEIS.org được tạo ra để đơn giản hóa sự cộng tác của các biên tập viên OEIS và cộng tác viên. Dãy số thứ 200.000, A200000, được thểm vào Tháng 11, 2011; nó ban đầu được nhập là A200715 nhưng sau đó chuyển thành A200000 sau tuần thảo luận trên danh sách thư SeqFan, theo đề nghị của Tổng biên tập OEIS Charles Greathouse nhằm chọn một dãy số đặc biệt cho A200000.

## Dãy không nguyên
Bên cạnh dãy số nguyên, OEIS cũng lập danh mục về các dãy phân số, các chữ số của số siêu việt, các số phức và các dãy tương tự bằng cách chuyển thành dãy số nguyên.
Dãy hữu tỉ được biểu diễn bằng hai dãy (có tên với từ khóa 'frac'): dãy tử số và dãy mẫu số.
Ví dụ, dãy Farey cấp 5, {\displaystyle \textstyle {1 \over 5},{1 \over 4},{1 \over 3},{2 \over 5},{1 \over 2},{3 \over 5},{2 \over 3},{3 \over 4},{4 \over 5}}, được liệt kê với dãy tử số 1, 1, 1, 2, 1, 3, 2, 3, 4 (A006842) và dãy mẫu số 5, 4, 3, 5, 2, 5, 3, 4, 5 (A006843).
Các số vô tỉ quan trong như π = 3.1415926535897... được liệt kê dưới dạng dãy số nguyên như mở rộng thập phân (là 3, 1, 4, 1, 5, 9, 2, 6,... (A000796)), mở rộng nhị phân (là 1, 1, 0, 0, 1, 0, 0, 1, 0, 0, 0, 0, 1, 1, 1, 1, 1, 1, 0, 1, 1, 0, 1, 0,... (A004601)), hoặc là mở rộng của liên phân số (3, 7, 15, 1, 292, 1,... (A001203)).

## Quy ước
OEIS giới hạn dữ liệu nhập là văn bản ASCII thông thường đến tận năm 2011, nhưng vẫn sử dụng ký hiệu toán học dạng tuyến tính (như f(n) cho hàm số với n là biến, vv).
Các chữ cái Hy Lạp thường được gọi bằng tên đầy đủ, vd, mu cho kí tự μ, phi cho φ.
Mỗi dãy số được xác định bởi ký tự A với sáu chữ số theo sau, hầu như luôn có các số 0 ở đầu, ví dụ A000315 chứ không phải là A315.
Các thuật ngữ riêng của dãy được phân cách bằng dấu phẩy. Nhóm chữ số không được phân tách bởi dấu phẩy, các dấu chấm hoặc khoảng trắng.
Tại phần bình luận, công thức, vv, a(n) đại diện cho thuật ngữ thứ n của dãy.

### Ý nghĩa đặc biệt của số không
Số 0 thường được sử dụng để biểu diễn các phần tử không tồn tại trong dãy.
Ví dụ, A104157 liệt kê "số nguyên tố nhỏ nhất trong n² số nguyên tố liên tiếp tạo thành ma trận kì ảo n×n của hằng số ít kì ảo nhất, hoặc là 0 nếu không tồn tại ma trận kì ảo như vậy."
Giá trị của a(1) (ma trận kì ảo 1×1) là 2; a(3) là 1480028129. Nhưng không có ma trận kì ảo 2×2, nên a(2) bằng 0.
Cách sử dụng đặc biệt này có cơ sở toán học vững chắc trong các hàm đếm nhất định.
Ví dụ, hàm lượng totient Nφ(m) (A014197) là số các đáp án của φ(x) = m.
Có 4 đáp án khi m=4, nhưng không có đáp án khi m=14, do vậy a(14) of A014197 bằng 0 - tức là không có đáp án. 
Thỉnh thoảng -1 được sử dụng cho mục đích này, như trong A094076.

### Thứ tự từ điển
OEIS duy trì thứ tự từ điển của các dãy số, do đó mỗi dãy số có dãy đứng trước và dãy đứng sau (theo "ngữ cảnh" của nó). 
OEIS chuẩn hóa các dãy theo thứ tự từ điển, (thường) bỏ qua tất cả các số không dẫn đầu và số không cũng như dấu của mỗi phần tử. 
Dãy số của mã số phân phối trọng lượng thường bỏ đi số 0 đệ quy theo định kỳ.
Ví dụ, xem xét: số nguyên tố, số nguyên tố palindromic, dãy Fibonacci, dãy số người phục vụ lười, và các hệ số trong chuỗi mở rộng của {\displaystyle \textstyle {{\zeta (n+2)} \over {\zeta (n)}}}.
Liệt kể theo thứ tự từ điển của OEIS, chúng là:
- Dãy #1: 2, 3, 5, 7, 11, 13, 17, 19, 23, 29, 31, 37, 41, 43, 47, 53, 59, 61, 67, 71, 73, 79, 83, 89, 97,... A000040
- Dãy #2: 2, 3, 5, 7, 11, 101, 131, 151, 181, 191, 313, 353, 373, 383, 727, 757, 787, 797, 919, 929,... A002385
- Dãy #3: 0, 1, 1, 2, 3, 5, 8, 13, 21, 34, 55, 89, 144, 233, 377, 610, 987, 1597,... A000045
- Dãy #4: 1, 2, 4, 7, 11, 16, 22, 29, 37, 46, 56, 67, 79, 92, 106, 121, 137, 154,... A000124
- Dãy #5: 1, −3, −8, −3, −24, 24, −48, −3, −8, 72, −120, 24, −168, 144,... A046970

trong khi đó sắp xếp không theo thứ tự từ điển thông thường sẽ sắp các dãy thành: #3, #5, #4, #1, #2.

## Dãy số tự tham chiếu
Từ rất sớm trong lịch sử của OEIS, việc dãy số được xác định thông qua đánh số dãy đã được đề xuất.
Sloane hồi tưởng: "Tôi đã phản đối việc thêm các dãy này trong một thời gian dài, một phần vì mong muốn duy trì chất lượng của dữ liệu và một phần bởi vì A22 chỉ có 11 phần tử!".
Một trong những dãy tự tham chiếu sớm nhất mà Sloane chấp nhận nhập vào OEIS là A031135 (sau là A091967) "a(n) = phần tử thứ n của dãy An hoặc bằng -1 nếu An hơn n phần tử".
Điều này thúc đẩy việc tìm kiếm thêm phần tử của A000022. 
A100544 liệt kê phần tử đầu tiên cho trước trong dãy An, nhưng nó cần được cập nhật theo thời gian do các thay đổi ý kiến về các giá trị bù. 
Liệt kê dạng danh sách a(1) của dãy An có thể là lựa chọn tốt nếu thực tế không phải là một số dãy số có độ lệch 2 và lớn hơn.
Điều này dẫn đến câu hỏi "Liệu dãy số An có chứa số n ?" và dãy A053873, "Các số n sao cho dãy OEIS An chứa n", và A053169, "n thuộc dãy này khi và chỉ khi n không nằm trong dãy An". 
Do đó, hợp số 2808 thuộc dãy A053873 vì A002808 là dãy hợp số, trong khi số không nguyên tố 40 thuộc dãy A053169 do nó không thuộc A000040, dãy số nguyên tố. 
Mỗi số n là một phần tử chính xác của một trong hai dãy và về nguyên tắc có thể được xác định dãy mà chứa n, với hai ngoại lệ (liên quan đến chính bản thân hai dãy):
- Không thể xác định liệu 53873 có là phần tử của dãy A053873. Nếu là phần tử thuộc dãy thì theo định nghĩa thì nó thuộc; nếu nó không thuộc dãy thì (một lần nữa, theo định nghĩa) nó không thuộc. Tuy nhiên, một trong hai quyết định phải nhất quán và giải quyết câu hỏi liệu 53873 thuộc A053169.
- Có thể chứng minh rằng 53169 đều thuộc và không thuộc dãy A053169. Nếu là phần tử thuộc dãy thì theo định nghĩa thì nó thuộc; nếu nó không thuộc dãy thì (một lần nữa, theo định nghĩa) nó không thuộc. Đây là một dạng của [nghịch lý Russell]. Do đó không thể trả lời câu hỏi liệu 53169 có thuộc A053873.

## Tóm tắt một mục điển hình trong OEIS
Ta chọn mục A046970 vì nó chứa mọi trường mà một mục OEIS có thể có.
```
A046970     Dirichlet inverse of the Jordan function J_2 (A007434).
            1, -3, -8, -3, -24, 24, -48, -3, -8, 72, -120, 24, -168, 144, 192, -3, -288, 24, -360, 72, 384, 360, -528, 24, -24, 504, -8, 144, -840, -576, -960, -3, 960, 864, 1152, 24, -1368, 1080, 1344, 72, -1680, -1152, -1848, 360, 192, 1584, -2208, 24, -48, 72, 2304, 504, -2808, 24, 2880, 144, 2880, 2520, -3480, -576  
OFFSET 	    1,2
COMMENTS    B(n+2) = -B(n)*((n+2)*(n+1)/(4pi^2))*z(n+2)/z(n) = -B(n)*((n+2)*(n+1)/(4pi^2))*Sum(j=1, infinity) [ a(j)/j^(n+2) ]
         ...
REFERENCES  M. Abramowitz and I. A. Stegun, Handbook of Mathematical Functions, Dover Publications, 1965, pp. 805-811.
LINKS       M. Abramowitz and I. A. Stegun, eds., Handbook of Mathematical Functions, National Bureau of Standards, Applied Math. Series 55, Tenth Printing, 1972 [alternative scanned copy].  
            Wikipedia, Riemann zeta function.
FORMULA     Multiplicative with a(p^e) = 1-p^2. a(n) = Sum_{d|n} mu(d)*d^2.
            a(n) = product[p prime divides n, p^2-1] (gives unsigned version) [From Jon Perry (jonperrydc(AT)btinternet.com), Aug 24 2010]
EXAMPLE     a(3) = -8 because the divisors of 3 are {1, 3} and mu(1)*1^2 + mu(3)*3^2 = -8.
         ...
MAPLE 	    Jinvk:= proc(n, k) local a, f, p; a:= 1; for f in ifactors(n)[2] do p:= op(1, f); a:= a*(1-p^k); end do: a; end proc:
            A046970:= proc(n) Jinvk(n, 2); end proc: # R. J. Mathar, Jul 04 2011 
MATHEMATICA muDD[d_]:= MoebiusMu[d]*d^2; Table[Plus @@ muDD[Divisors[n]], {n, 60}] (Lopez)
            Flatten[Table[{ x = FactorInteger[n]; p = 1; For[i = 1, i <= Length[x], i++, p = p*(x[[i]][[1]]^2 - 1)]; p}, {n, 1, 50, 1}]] [From Jon Perry (jonperrydc(AT)btinternet.com), Aug 24 2010]
PROG 	    (PARI) A046970(n)=sumdiv(n, d, d^2*moebius(d)) (Benoit Cloitre)
CROSSREFS   Cf. A027641 and A027642.
            Sequence in context: A035292 A144457 A146975 * A058936 A002017 A118582
            Adjacent sequences:  A046967 A046968 A046969 * A046971 A046972 A046973 
KEYWORD     sign,mult
AUTHOR      Douglas Stoll, dougstoll(AT)email.msn.com
EXTENSIONS  Corrected and extended by Vladeta Jovovic (vladeta(AT)eunet.rs), Jul 25 2001
            Additional comments from Wilfredo Lopez (chakotay147138274(AT)yahoo.com), Jul 01 2005

```

### Các trường trong mục
Số ID
Mỗi dãy trong OEIS đều có một số sê-ri, một số nguyên dương có sáu chữ số, theo trước bởi A (và đệm số không bên trái trước tháng 11 năm 2004). Chữ cái "A" đại diện cho từ "tuyệt đối" (tiếng Anh: absolute). Các số này được gán bởi biên tập viên hoặc bởi một máy rút số A, tiện dụng khi các cộng tác viên muốn gửi nhiều dãy liên quan cùng một lúc và tạo các tham khảo chéo. Số A từ máy rút số có thời hạn một tháng kể từ khi phát hành nếu không sử dụng. Nhưng theo bảng dãy được chọn tùy ý sau đây hiển thị, dữ liệu gốc được giữ lại.
| A059097 | Số n sao cho hệ số nhị thức C(2n, n) không chia hết cho bình phương của số nguyên tố lẻ. | 1 tháng 1 năm 2001 |
| A060001 | Fibonacci(n)!.                                                                           | Mar 14, 2001       |
| A066288 | Số không gian 3 chiều (hoặc khối đa khối) với n ô và nhóm đối xứng cấp 24.               | 1 tháng 1 năm 2002 |
| A075000 | Số nhỏ nhất sao cho n·a(n) là nối tiếp của n số nguyên liên tiếp...                      | Aug 31, 2002       |
| A078470 | Liên phân số của ζ(3/2)                                                                  | 1 tháng 1 năm 2003 |
| A080000 | Số các hoán vị thỏa mãn −k ≤ p(i) − i ≤ r và p(i) − i                                    | Feb 10, 2003       |
| A090000 | Độ dài của nhóm các số 1 gần nhau lớn nhất trong mở rộng nhị phân của số nguyên tố thứ n | Nov 20, 2003       |
| A091345 | Tích chập lũy thừa của dãy A069321(n) với chính nó, trong đó A069321(0) = 0.             | 1 tháng 1 năm 2004 |
| A100000 | Các đánh dấu của khối xương Ishango 22000 tuổi tìm thấy ở Congo.                         | Nov 7, 2004        |
| A102231 | Cột 1 của tam giác A102230, và bằng chập của A032349 với A032349 dịch phải.              | 1 tháng 1 năm 2005 |
| A110030 | Số các số nguyên liên tiếp bắt đầu từ n cần để tổng thành một số Niven.                  | Jul 8, 2005        |
| A112886 | Số nguyên dương không là số tam giác.                                                    | Jan 12, 2006       |
| A120007 | Biến đổi Möbius trên tổng các thừa số nguyên tố của n.                                   | Jun 2, 2006        |

Ngay cả đối với các dãy số trong cuốn sách tiền nhiệm của OEIS thì số ID không giống nhau.
Cuốn Handbook of Integer Sequences năm 1973 chứa khoảng 2400 dãy số, được đánh số theo thứ tự từ điển (chữ N cộng với 4 chữ số, đệm số không nếu cần), và Encyclopedia of Integer Sequences 1995 có 5487 chuỗi, cũng được đánh số theo thứ tự từ điển (chữ M cộng với 4 chữ số,đệm số không nếu cần).
Những số M và N cũ, nếu có, được nằm trong trường ID giữa các dấu ngoặc đơn sau số A.
Dữ liệu của dãy (trường Sequence)
Liệt kê các con số của dãy, hoặc ít nhất là khoảng bốn dòng giá trị. Trường không phân biệt các dãy hữu hạn nhưng quá nhiều phần tử để hiển thị và dãy vô hạn. Để xác định điều đó, cần tìm trong trường từ khóa các từ "fini", "full", hoặc "more". Để xác định giá trị tương ứng với n, xem trường Offset, đưa ra n cho phần tử đầu tiên.
Tên
Trường tên thường chứa tên phổ biến nhất cho dãy, và đôi khi là công thức. Ví dụ: 1, 8, 27, 64, 125, 216, 343, 512, (A000578) được đặt tên là "Các số lập phương: a(n) = n^3.".
Nhận xét
Trường nhận xét chứa biết thông tin về dãy không thích hợp để đặt với trong các trường khác. Trường nhận xét thường chỉ ra các mối quan hệ thú vị giữa các dãy số khác nhau và các ứng dụng ít biết của dãy số.
Tham chiếu
Tham chiếu đến các tài liệu in (sách, báo chí,...).
Liên kết
Liên kết, ví dụ URLs đến các tài liệu trực tuyến, bao gồm
1. tham chiếu đến các bài viết áp dụng trong tạp chí
2. liên kết đến chỉ mục
3. liên kết đến các tập tin văn bản mà có chứa thuật ngữ của dãy số (theo định dạng hai cột) trên một phạm vi rộng hơn chỉ mục được tổ chức bởi hệ thống cơ sở dữ liệu chính
4. các liên kết tới các hình ảnh trong các thư mục cơ sở dữ liệu cục bộ thường cung cấp nền tảng tổ hợp liên quan đến lý thuyết đồ thị
5. các tài liệu liên quan khác đến mã máy tính, các bảng thống kê rộng hơn trong lĩnh vực nghiên cứu cụ thể do cá nhân hoặc nhóm nghiên cứu cung cấp

Công thức
Công thức, sự lặp lại, các hàm tạo, vv của dãy số.
Ví dụ
Một số ví dụ về các phần tử trong dãy số.
Maple
Mã nguồn Maple.
Mathematica
Mã nguồn Wolfram Language.
Chương trình
Ban đầu Maple và Mathematica là các chương trình ưu tiên để tính các dãy trong OEIS, và cả hai đều có nhãn trường riêng. Tính đến  năm 2016 Mathematica là lựa chọn phổ biến nhất với 100.000 chương trình Mathematica, sau đó là 50.000 chương trình PARI/GP, 35.000 chương trình Maple và 45.000 trong các ngôn ngữ khác.
Như bất kỳ các phần của bản ghi, nếu tên không được đưa ra, phần đóng góp (ở đây: chương trình) được viết bởi tên người đăng dãy lần đầu.
Xem thêm
Tham chiếu chéo liên quan đến dãy số của người đăng ban đầu thường được biểu thị bằng chữ "Cf."
Trừ các dãy mới, trường xem thêm bao gồm thông tin về thứ tự từ điển của dãy ("ngữ cảnh" của nó) và cung cấp liên kết tới các dãy số mà số A gần nhau (A046967, A046968, A046969, A046971, A046972, A046973, trong ví dụ của chúng ta). Bảng sau đây cho thấy ngữ cảnh của dãy ví dụ A046970:
| A016623 | 3, 8, 3, 9, 4, 5, 2, 3, 1, 2,...                                          | Mở rộng thập phân của ln(93/2).                                                                                 |
| A046543 | 1, 1, 1, 3, 8, 3, 10, 1, 110, 3, 406, 3                                   | Tử số và mẫu số đầu tiên của các phần tử trung tâm của tam giác Pascal 1/3 (theo hàng).                         |
| A035292 | 1, 3, 8, 3, 12, 24, 16, 3, 41, 36, 24,...                                 | Số lượng các lớp con tương tự Z4 có chỉ số n2.                                                                  |
| A046970 | 1, −3, −8, −3, −24, 24, −48, −3, −8, 72,...                               | Được tạo ra từ hàm zeta Riemann...                                                                              |
| A058936 | 0, 1, 3, 8, 3, 30, 20, 144, 90, 40, 840, 504, 420, 5760, 3360, 2688, 1260 | Khai triển của S(n, 2) của Stirling dựa trên phân vùng số tương quan.                                           |
| A002017 | 1, 1, 1, 0, −3, −8, −3, 56, 217, 64, −2951, −12672,...                    | Khai triển của exp(sin x).                                                                                      |
| A086179 | 3, 8, 4, 1, 4, 9, 9, 0, 0, 7, 5, 4, 3, 5, 0, 7, 8                         | Mở rộng thập phân của giới hạn trên cho giá trị r hỗ trợ quỹ đạo chu kỳ 3 ổn định trong phương trình logistisc. |

Từ khóa
OEIS có bộ tiêu chuẩn riêng của nó chủ yếu gồm các từ khóa bốn chữ cái đặc trưng cho mỗi dãy số:
- base Các kết quả tính toán phụ thuộc vào một hệ số cụ thể. Ví dụ: 2, 3, 5, 7, 11, 101, 131, 151, 181... A002385 là các số nguyên tố bất kể cơ số, nhưng chúng là số nguyên tố Palindrome trong ở cơ số 10.

Trong khi ở hệ nhị phân đa phần các số không phải là số palindrome.
- bref "dãy số quá ngắn để thực hiện bất kỳ phân tích nào", ví dụ, A079243, Số lớp đẳng cấu của các phép toán đóng trong trường nhị phân không giao hoán không kết hợp chống trên một tập hợp có cấp n.
- cofr Dãy số biểu diễn một liên phân số, ví dụ, mở rộng liên phân số của e (A003417) hoặc π (A001203).
- cons Dãy số là mở rộng thập phân của một hằng số toán học, như e (A001113) or π (A000796).
- core Một dãy số có tầm quan trọng nền tảng đối với một nhánh của toán học, chẳng hạn như số nguyên tố (A000040), dãy Fibonacci (A000045), v.v...
- dead Từ khóa này được sử dụng cho các dãy có lỗi đã xuất hiện trong các bài báo hoặc sách, hoặc trùng với các dãy số đã tồn tại. Ví dụ, A088552 chính là dãy A000668.
- dumb Một trong các từ khóa mang tính chủ quan dành cho "dãy không quan trọng", có hoặc không liên quan trực tiếp đến toán học. A001355, "Trộn lẫn các chữ số của pi và e." là một ví dụ của cái cũ, và A082390, "Các số trên bàn phím số (numpad) đọc theo hình xoắn ốc." là một ví dụ sau.
- easy Các phần tử của dãy có thể dễ dàng tính toán. Có lẽ dãy hợp từ khóa nhất này là 1, 2, 3, 4, 5, 6, 7,..., A000027, trong đó mỗi phần tử hơn phần tử đứng trước 1 đơn vị. Từ khóa "easy" đôi khi được dùng cho các dãy "số nguyên tố dạng f(m)" trong đó f(m) là một hàm dễ để tính. (Mặc dù ngay cả khi việc tính f(m) là dễ dàng khi m lớn thì việc xác định f(m) là số nguyên tố là rất khó khăn).
- eigen Dãy số Vectơ riêng.
- fini Dãy số là hữu hạn, mặc dù có thể có nhiều phần tử hơn là trong danh sách được hiển thị.
- frac Một dãy số đại diện cho tử số hoặc mẫu số của một dãy phân số đại diện cho các số hữu tỉ. Bất kỳ dãy nào có từ khoá này phải được tham chiếu chéo tới dãy tương ứng với tử số hoặc mẫu số của nó.
- full Dãy số được hiển thị đầy đủ các phần tử. Dãy có từ khóa "đầy đủ" cũng phải có từ khóa "fini".
- hard Các phần tử của dãy không thể được tính ra dễ dàng, ngay cả với sức mạnh tính toán cực lớn. Từ khóa này thường dùng cho các dãy số tương ứng với các bài toán chưa có đáp án.
- hear Một dãy có âm thanh đại diện cho biểu đồ được cho là "đặc biệt thú vị và/hoặc đẹp".
- less Một dãy số "ít thú vị".
- look Một dãy với đồ thị được coi là "đặc biệt thú vị và/hoặc đẹp".
- more Cần thêm phần tử của dãy. Người đọc có thể mở rộng nó.
- mult Dãy số tương ứng của hàm có tính chất nhân. Phần tử a(1) phải là 1, và a(mn) được tính bằng cách nhân a(m) với a(n) nếu m và n nguyên tố cùng nhau. Ví dụ: trong dãy A046970, a(12) = a(3)a(4) = -8 × -3.
- new Đối với dãy số được nhập vào trong hai tuần gần nhất hoặc được mở rộng gần đây. Chương trình Sloane tự thêm từ khóa nếu cần mà không cần người nhập đánh dấu.
- nice Có lẽ từ khóa chủ quan nhất dành cho "dãy số đặc biệt đẹp."
- nonn Dãy chứa số các số nguyên không âm (có thể gồm số không). Không phân biệt giữa dãy gồm các số không âm chỉ vì offset được chọn (ví dụ, n3, các số lập phương luôn dương khi n >= 0) và những dãy mà theo định nghĩa là hoàn toàn không âm (ví dụ, n2, các bình phương).
- obsc Dãy được coi là mơ hồ và cần định nghĩa tốt hơn.
- sign Một số (hoặc tất cả) các giá trị của dãy là âm. Mục bao gồm cả trường Signed với dấu và trường Sequence gồm tất cả giá trị được truyền qua hàm giá trị tuyệt đối.
- tabf "Mảng các số tạo thành một dãy không đều (hoặc hình dáng vui mắt) bằng cách đọc từng hàng." Ví dụ: A071031, "Tam giác đọc từng hàng biểu diễn các trạng thái liên tiếp của tế bào tự động được tạo bởi "quy tắc 62".
- tabl Dãy thu được bằng cách đọc theo dạng hình học, chẳng hạn như hình tam giác hoặc hình vuông, theo từng hàng. Ví dụ hoàn hảo là tam giác Pascal được đọc theo hàng, A007318.
- uned Dãy số chưa được biên tập nhưng có thể đáng giá hiển thị trong OEIS. Dãy số có thể có lỗi máy tính hoặc lỗi đánh máy. Người đóng góp được khuyến khích để chỉnh sửa các dãy này.
- unkn "Biết đến rất ít" về dãy, thậm chí không có công thức tạo ra nó. Ví dụ: A072036, được giới thiệu đến tiên tri Internet để người đọc suy ngẫm.
- walk "Là số bước đi (hoặc số các con đường tự tránh)."
- word Phụ thuộc vào các từ của ngôn ngữ cụ thể. Ví dụ, số không, một, hai, ba, bốn, năm, vv Ví dụ: 4, 3, 3, 5, 4, 4, 3, 5, 5, 4, 3, 6, 6, 8, 8, 7, 7, 9, 8, 8... A005589, "Số chữ cái trong tên tiếng Anh của n, không bao gồm dấu cách và dấu gạch nối."

Một số từ khóa loại trừ lẫn nhau, cụ thể là: tinh quái và khờ khạo, dễ và khó, đầy và nhiều hơn cả đầy, thiêu sót và kĩ càng, không âm và có dấu.
Offset
Offset là chỉ số của phần tử đầu tiên được đưa ra.
Tác giả
Tác giả của dãy số là người đưa ra dãy số, ngay cả khi dãy số đã được biết đến từ thời cổ đại.
Mở rộng
Các thành viên đã mở rộng dãy số và ngày mở rộng.

## Cách tra cứu OEIS
Phiên bản trước của trang tra cứu chính OEIS cung cấp ba cách để tra cứu với nút phải phải được chọn. Tuy có trang tìm kiếm nâng cao nhưng các chức năng hữu dụng của nó đã được tích hợp vào trang tìm kiếm chính trong lần thiết kế lại giao diện vào tháng 1 năm 2006.

### Nhập vài phần tử của dãy
Vua

## Ứng dụng

### Lỗ hổng Sloane

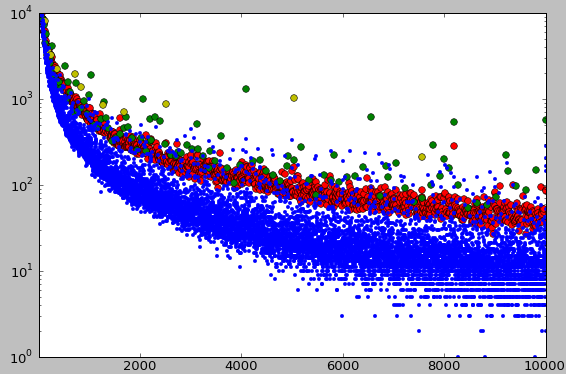
Biểu đề lỗ hổng Sloane: số lần xuất hiện (trục dọc) của mỗi số (trục ngang) theo cơ sở dữ liệu của OEIS

Trong năm 2009, cơ sở dữ liệu OEIS đã được một nhà toán học nghiệp dư sử dụng để đo "tầm quan trọng" của mỗi số nguyên. 
Kết quả thể hiện trong biểu đồ bên phải cho thấy một "lỗ hổng" rõ ràng giữa hai vùng điểm khác biệt gồm các số không đáng chú ý (các chấm xanh dương) và các số "thú vị" mà xuất hiện thường xuyên hơn trong các dãy OEIS.
Nó chứa các số nguyên tố chính (màu đỏ), các số có dạng a^n (màu xanh lá cây) và các số có tính hợp số cao (màu vàng).
Hiện tượng này được Nicolas Gauvrit, Jean-Paul Delahaye nghiên cứu và Hector Zenil đã giải thích sự vận động của 2 vùng số theo độ phức tạp thuật toán và lỗ hổng có nguyên nhân yếu tố xã hội dựa trên sự ưu tiên của ý thức con người cho các dãy số nguyên tố, các số chẵn, hình học và số kiểu Fibonacci và tương tự.
Lỗ hổng Sloane là một tiết mục trên video của Numberphile.